# Greenberg (Film)
Greenberg ist ein US-amerikanisches Komödien-Drama von Noah Baumbach aus dem Jahr 2010.

## Handlung
Florence hat nach einigen Jahren Studium einen Job als Haushälterin bei der Familie der Greenbergs in Los Angeles und kümmert sich energisch und liebevoll sowohl um die Familie als auch um den Hund Mahler. Ihr Privatleben hingegen ist weniger behütet, und so rennt sie nach einer längeren Beziehung eher von bedeutungslosem Sex zu noch bedeutungsloserem Sex.
Da die Familie einen mehrwöchigen Urlaub in Vietnam plant, darf Philip Greenbergs Bruder, der Tischler und ehemalige Musiker Roger, so lange in dem Haus wohnen und versuchen, Mahler eine Hundehütte zu bauen. Er hat gerade einen Nervenzusammenbruch hinter sich und zieht daher zur Entspannung von New York in seine alte Heimat Los Angeles zurück. Doch so wirklich entspannend ist das alles nicht, da der neurotische Roger an allem etwas auszusetzen hat. Permanent nörgelt er herum, meckert über die Welt und kann sich viele zynische und urteilende Kommentare nicht verkneifen. Seinen früheren Freunden aus der Bandvergangenheit, Bella, Beth und Ivan, geht er damit auf die Nerven, können sie ihm doch nicht verzeihen, dass er einst die einzige Möglichkeit eines Plattenvertrages abgelehnt hat. Nur Ivan verbringt noch ab und zu Zeit mit ihm.
Da die Greenbergs Florence aufgetragen haben, sich auch um Roger zu kümmern, kommen die beiden schnell in Kontakt. Und Roger versucht auch, schnell Sex mit Florence zu haben, was zwar irgendwie gelingt, aber auch kläglich endet. Und obwohl Roger nicht viel mit Florence anfangen kann, verbringen sie immer mal wieder Zeit miteinander, was dazu führt, dass sie sich in ihn verliebt, was aber wiederum Roger abstößt. Was auch dazu führt, dass Roger Florence aus dem Weg geht. Doch der Familienhund Mahler erkrankt an einer Autoimmunkrankheit, und so kümmern sich beide wiederum sowohl um den Hund als auch um sich selbst. Und so kommt es, dass sie immer mal wieder vor gemeinsamem Sex stehen, was allerdings jedes Mal kläglich scheitert. Allerdings steht er ihr bei, als sie, ungewollt von jemand anderem, schwanger ist und abtreiben will.
Als Florence anschließend im Krankenhaus übernachtet, kehrt Roger heim und entdeckt, dass seine flippige Stiefnichte Sarah mit ihrer Freundin ebenfalls heimgekehrt ist und eine Reise nach Australien plant, weswegen sie erstmal eine Party mit ihren gleichaltrigen Freunden feiert. Auf dieser Feier fühlt sich Roger allerdings verloren und lockert erst auf, nachdem er Koks, Vicodin auf Whiskey zu sich nimmt und einen Joint geraucht hat. Zum ersten Mal in seinem Leben wird er dadurch ehrlich zu sich selbst und erkennt seine Probleme. Gedanklich lebte er immer noch in der Jugend, aber jetzt, wo er mit diesen Zwanzigjährigen feiert, merkt er, dass er nicht mehr dazugehört und wie er sein Leben versaut hat. Er ruft daraufhin Florence an und hinterlässt ihr eine Nachricht, in der er ihr seine Gefühle ausschüttet und wie sehr er sein Leben verkorkst hat.
Am nächsten Morgen schlagen Sarah und ihre Freundin Roger spontan vor, mit nach Australien zu reisen, was er auch annimmt. Doch auf der Fahrt zum Flughafen erlebt er, wie sehr sich die Mädchen daneben benehmen, so dass er aus dem Auto flüchtet, Florence aus dem Krankenhaus abholt und sie nach Hause begleitet, wo er sie darum bittet, ihre Mailbox abzuhören, damit sie seine Nachricht hören kann.

## Synchronisation

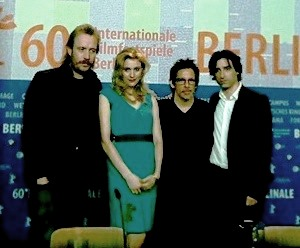
Die Besetzung auf der Berlinale 2010: Rhys Ifans, Greta Gerwig, Ben Stiller und Noah Baumbach (v. l. n. r.)

| Rolle             | Schauspieler  | Deutscher Sprecher |
| ----------------- | ------------- | ------------------ |
| Roger Greenberg   | Ben Stiller   | Oliver Rohrbeck    |
| Carol Greenberg   | Susan Traylor | Katrin Zimmermann  |
| Florence Marr     | Greta Gerwig  | Manja Doering      |
| Ivan Schrank      | Rhys Ifans    | Thomas Nero Wolff  |
| Phillip Greenberg | Chris Messina | Norman Matt        |
| Sara              | Brie Larson   | Julia Stoepel      |

## Kritik
Susan Vahabzadeh (Süddeutsche Zeitung) fand, dass Noah Baumbach ein gutes Gespür dafür habe, Figuren in ihrem Verhalten zueinander auszuloten. Allerdings sei alles viel zu banal und zu oberflächlich, weswegen „eine Art Woody Allen für Arme“ herauskomme. Allens Figuren seien zwar genauso neurotisch, im Gegensatz zu Baumbachs Greenberg „aber charmanter, klüger, interessanter“.
Das Lexikon des internationalen Films urteilte, dass „dank pointierter Dialoge, guter Darsteller und anspielungsreicher Inszenierungsideen viele komödiantische Vignetten“ gelungen seien. Dramaturgisch allerdings verlange das Werk, das „die Trägheit und Orientierungslosigkeit seines Protagonisten spiegelt, dem Zuschauer einiges an Geduld ab“. Erst gegen Ende werde die Geschichte einer Midlife-Crisis mitreißend verdichtet.

## Veröffentlichung
Der Film startete am 19. März 2010 in den Kinos und konnte weltweit lediglich etwas mehr als 6 Mio. US-Dollar einspielen. In Deutschland startete er am 1. April 2010 und ist seit dem 14. Oktober 2010 auf DVD erhältlich.